# Campeonato Neocaledônio de Futebol 2020
O Campeonato Neocaledônio de Futebol 2020, conhecido como 2020 Mobil Super Ligue, por razões de patrocínio, é a 47ª temporada do Campeonato Neocaledônio de Futebol. A temporada começou em 14 de março de 2020, no entanto, foi suspensa após a primeiro rodada devido à pandemia de COVID-19. A temporada será retomada em 11 de julho de 2020. O Hienghène é o atual campeão.

## Formato
As dez equipes jogarão uma contra a outra duas vezes, totalizando 18 jogos cada. No final da temporada, os 2 primeiros se qualificarão para a Liga dos Campeões da OFC de 2022, enquanto o último classificado descerá para a Segunda Divisão de 2021 e penúltimo jogará um playoff contra o descenso.

## Equipes
Um total de 10 equipes competem na liga. Trio Kedeigne e ES Wacaelé foram rebaixados da última temporada e foram substituídos pelas equipes promovidas Baco e Kunié.
| Equipe           | Localização  | Estádio                 | Capacidade |
| ---------------- | ------------ | ----------------------- | ---------- |
| Baco             | Koné         | Stade Yoshida           | 1.000      |
| Hienghène Sport  | Hienghène    | Stade de Hienghène      | 1.800      |
| AS Horizon Patho | La Roche     | Stade La Roche          | 1.000      |
| Kunié            | Koné         | Stade Yoshida           | 1.000      |
| Lössi            | Nouméa       | Stade Numa-Daly Magenta | 9.600      |
| Magenta          | Nouméa       | Stade Numa-Daly Magenta | 9.600      |
| Mont-Dore        | Le Mont-Dore | Stade Boewa             | 2.000      |
| Ne Drehu         | Wé           | Stade Hsanné            | 1.000      |
| Tiga Sport       | Nouméa       | Stade Numa-Daly Magenta | 9.600      |
| Wetr             | Nouméa       | Stade Numa-Daly Magenta | 9.600      |

## Tabela
| Pos | Time             | J | V | E | D | GP | GC | SG | Pts | Qualificação                                       |
| --- | ---------------- | - | - | - | - | -- | -- | -- | --- | -------------------------------------------------- |
| 1   | Magenta          | 2 | 2 | 0 | 0 | 8  | 1  | +7 | 8   | Fase de Grupos da Liga dos Campeões da OFC de 2022 |
| 2   | Hienghène Sport  | 2 | 2 | 0 | 0 | 8  | 1  | +7 | 8   | Fase de Grupos da Liga dos Campeões da OFC de 2022 |
| 3   | Wetr             | 2 | 1 | 1 | 0 | 6  | 2  | +4 | 6   |                                                    |
| 4   | Ne Drehu         | 2 | 1 | 1 | 0 | 4  | 3  | +1 | 6   |                                                    |
| 5   | Lössi            | 2 | 1 | 0 | 1 | 7  | 3  | +4 | 5   |                                                    |
| 6   | Tiga Sport       | 2 | 1 | 0 | 1 | 3  | 2  | +1 | 5   |                                                    |
| 7   | Mont-Dore        | 2 | 0 | 0 | 2 | 0  | 5  | -5 | 2   |                                                    |
| 8   | Kunié            | 2 | 0 | 0 | 2 | 1  | 8  | -7 | 2   |                                                    |
| 9   | AS Horizon Patho | 1 | 0 | 0 | 1 | 1  | 5  | -4 | 1   | Playoff de Rebaixamento                            |
| 10  | Baco             | 1 | 0 | 0 | 1 | 0  | 4  | -4 | 1   | 2ª Divisão de 2021                                 |

Nota: 4 pontos em caso de vitória, 2 pontos para empate e 1 ponto para derrota. Fonte: Mobil Super Ligue